# Бромейс, Август
Август Бромейс (нем. August Bromeis; 1813—1881) — немецкий художник, академик живописи в Кассельской академии художеств.

## Биография
Август Бромейс родился 28 ноября 1813 года близ города Касселя (в местечке Bad Wilhelmshöhe). Сперва он хотел стать архитектором, как и его отец Иоган Конрад Бромейс, однако, в конечнм итоге, отдал предпочтение живописи.

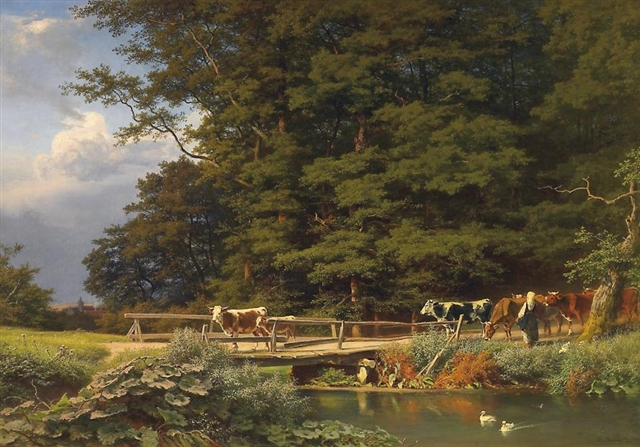
Один из пейзажей Бромейса

Сперва обучался в Кассельской академии художеств (нем. Kunsthochschule Kassel), а затем, в 1831 году отправился для совершенствовать художественное мастерство в Мюнхенскую академию, где работал под руководством Лео фон Кленце, Фридриха фон Гертнера и Доменико Квальо, и где на него оказало существенное влияние творчество Христиана Моргенштерна и Эдуарда Шлейха.
В 1833 году Бромейс переселился в столицу Италии город Рим, где прожил 15 лет и примкнул к школе Иос. Антона Коха — восстановителя классического пейзажа. Этому направлению Август Бромейс оставался верен всю жизнь.
Вернувшись в Германию, он в 1857 году поселился в Дюссельдорфе. В 1867 году был назначен профессором Академии в Касселе, где и проработал всю оставшуюся жизнь.
Август Бромейс умер 12 января 1881 года в Касселе.
В конце XIX — начале XX века на страницах «Энциклопедического словаря Брокгауза и Ефрона» была дана следующая оценка творчеству Бромейса: «Его ландшафты на итальянские и германские мотивы отличаются цельностью замысла и стремятся более к передаче общего характера природы, чем к точному воспроизведению деталей».

## Избранные произведения
- «Ландшафт из римской Кампаньи» (1862 год),
- «Итальянский ландшафт с калабрским пастухом» (1869 год; Национальная галерея Берлина)